# Haag an der Amper
Haag an der Amper è un comune tedesco di 2 881 abitanti, situato nel land della Baviera.